# 地の塩 (テレビドラマ)
『地の塩』（ちのしお）は、WOWOWの連続ドラマWで2014年2月16日から3月9日まで放送された日本のテレビドラマ。出演は大泉洋。

## あらすじ
3年前、山梨県の塩名町で遺跡の発掘作業をしていた考古学者の神村賢作は、日本にはないとされていた前期旧石器時代の遺物を発掘し、今もなお専門家による検証作業が続いているが、教科書編集者の佐久間里奈の尽力により、歴史の教科書に掲載されることになる。
塩名は遺跡の町として沸き上がり、観光の町へと変貌を遂げていた。ある日、西多摩の桑見遺跡で発掘作業をしていた神村は、13年前に誘拐・殺害された女子高生の遺骨を見つけてしまう。当時、未解決に終わったこの事件を担当していた行永刑事は再びやる気を取り戻し、捜査を始める。
そんな中、神村らが唱える前期旧石器時代の学説に否定的な立場を取る国松が、神村の発見は捏造だと里奈に訴える。教科書は多くの発注を受け、今さら捏造だなどととても言い出せる状態ではなく、里奈は一人で悩む。
真夜中、桑見遺跡の一角で一人土を掘り返す男の姿があった。13年前に女子高生を殺した犯人が、残る手がかりを隠滅しようとしていたのだ。神村の捏造の証拠を掴もうと探っていた国松は、男に誰何し、殺されてしまう。
同じ頃、神村の助手を務める馬場は、神村の3年前のある行動を思い出し、「神の手」への疑惑が大きくなっていき、神村の恩師でもある桧山に相談する。
里奈に直接捏造疑惑を問い質された神村は、考古学の発展のために必要な捏造だったと主張する。栄える塩名町を見てきた里奈は言下に否定できない。そして遂に神村が、塩名遺跡で本物の前期旧石器時代の人骨を発掘する。
歓喜する神村を見て、馬場は「またやったのか」としか思えなかった。そんな中、女子高生の遺骨を掘り返され、神村を逆恨みした犯人が馬場を拉致し、神村の命も狙っていた。

## 登場人物
神村賢作
演 - 大泉洋
NPOオールドストーンラボ所長。3年前に、山梨県の塩名遺跡で、歴史の通説を覆す前期旧石器時代の遺物を次々と発見し、「神の手を持つ男」と呼ばれる。西多摩郡の桑見遺跡で、若い女性の遺骨を発見する。
佐久間里奈
演 - 松雪泰子
亜妻書院教科書編集者。国松から塩名遺跡の捏造を指摘する声を受け、不安に駆られていく。
馬場慶章
演 - 田中圭
NPOオールドストーンラボ助手。里奈から神村の捏造疑惑を耳にし、3年前に神村が塩名で夜中に出歩く姿を見たことを思い出す。
行永太一
演 - 田辺誠一
奥多摩北警察署刑事課刑事。元捜査一課刑事。
沢渡善三
演 - 陣内孝則
文部科学省史料保存庁次長。神村の捏造を黙認する。
桧山栄二郎
演 - 津嘉山正種
日本考古学連盟名誉会長。日本には前期旧石器時代があったという学説を唱え続けた。
助川勝重
演 - 河原崎建三
文部科学大臣。
国松源太郎
演 - きたろう
国松考古学研究所所長。塩名遺跡は神村による捏造だと里奈に注進する。
柏田道雄
演 - 板尾創路
パチンコ店店員。奥多摩の発掘作業に参加する。
新谷博行
演 - 袴田吉彦
毎朝新聞社会部記者。里奈の元夫。
神村悦子
演 - 朝加真由美
賢作の母親。聾唖者。
米松小枝子
演 - 岩崎ひろみ
美容室ヨネマツの美容師。13年前に誘拐され殺害され、遺体が見つかっていなかった妹・碧（みどり）の遺骨が奥多摩の発掘現場から発見される。

## スタッフ
- 脚本 - 井上由美子
- 監督 - 鈴木浩介
- 音楽 - 村松崇継
- 撮影 - 柳田裕男
- 監督補 - 権野元
- 助監督 - 北野隆、畑中みゆき、塙芽衣、米倉祐依、萩田和貴
- 記録 - 天池芳美
- 制作担当 - 小笠原寿
- 制作主任 - 杉本俊二、青木智紀
- 制作進行 - 迫村慎、吉田彩佳
- ロケバス - 三好功城
- 美術車輌 - 永友準一
- 照明車輌 - 岩田和久
- アクションコーディネイター - 森﨑えいじ（Cocco）
- タイトルCG - 高橋浩司
- スチール - 中野愛子
- メイキング - 皆藤一、大島健志
- リサーチ - 福島侑子
- AP - 植田春菜、杉本明千世、森村愛
- 照明 - 宮尾康史
- VE - 深澤雄壽
- 録音 - 重松健太郎
- FO - 吉浦正人
- 撮影助手 - 新井亮平
- 照明助手 - 松山寛裕、高井大樹、窪田大輔
- 録音助手 - 那須敏洋、硲野千晴
- 編集 - 松竹利郎
- ライン編集 - 来栖和成、齋藤竜
- サウンドデザイン - 石井和之
- 音響効果 - 佐藤秀国
- MA - 助川洋昭、清野博伸
- 技術プロデューサー - 三枝栄
- 技術デスク - 杉能也
- 編集デスク - 久保正義
- 美術 - 岩本一成
- 装飾 - 小林鉄郎、細谷恵子
- 小道具 - 松本理沙、鳥海ユウタ
- 衣装 - 川本誠子、沼野智美
- スタイリスト（大泉洋担当） - 九（Yolken）
- メイク - 遠山直美、篠原加代子
- 大道具 - 手塚常光
- 建具 - 岸久雄
- 造園 - 渡辺篤
- 代書 - 鳥嶋翔陽
- 美術プロデューサー - 森川一雄
- 美術デスク - 佐藤康
- 考古学監修 - 辻本崇夫
- 警察監修 - 永澤敏敬
- 医療指導 - りよんじゃ
- 手話指導 - 南瑠霞（手話あいらんど）、蓮子郁、中嶋元美
- 協力プロデューサー - 浦井孝行
- プロデューサー - 青木泰憲、河角直樹
- 制作協力 - 国際放映
- 制作著作 - WOWOW

## 撮影協力
- 株式会社デイリースポーツ
- （財）茨城県教育財団
- 東田中遺跡の皆様
- いしおかフィルムコミッション
- 伊那谷フィルムコミッション
- 長野県伊那市パノラマ伊那市
- 諏訪圏フィルムコミッション
- 茅野市笹原区
- 湖北水道企業団
- 総合荒川橋病院
- 外語ビジネス専門学校
- 栃木県フィルムコミッション
- メルパルクTOKYO

## 美術協力
- lenovo
- 第一合成株式会社　文化財継承ブランド開発
- VAIO
- 株式会社ジェイ・エム・エス
- Motorola Solutions Japan
- 日本光電
- brother
- 花征
- 今井建設株式会社

## 衣装協力
- mont-bell
- ミドリ安全株式会社
- 株式会社CRICKET INC.
- civilise
- Clematis
- るんびに
- MENZSTYLE
- ikka
- [sn]
- OLD ENGLAND
- Basquine
- 株式会社カインドウェア
- 荒川株式会社
- NEWYORKER
- COMME CA DU MODE
- JUMBLE STORE by 2nd STREET
- BELLE　MAISON
- chocola
- BERRY'S BERRY
- JACK
- REDDY
- 丸井
- DUVETICA
- GOUT COMMUN
- Eddie Bauer
- SUIT SELECT
- next
- BUONA GIORNATA
- J.FERRY
- BIG STONE
- COMME CA ISM
- McGREGOR

## 持道具協力
- override
- polcadot
- HARVEST CORPORATION
- DELFONICS
- Simon
- rev k shop
- 丸井
- ROCKPORT
- 土屋鞄製造所
- REGALO
- ELECOM
- 銀座カレン
- EMPORIO ARMANI
- FOSSIL
- SKAGEN
- お世話や
- madras
- 土屋産業株式会社
- NTT docomo
- OLYMPUS
- ダブル・ビー株式会社
- HIDEO WAKAMATSU TOKYO
- アーヴァン

## ヘアメイク協力
- Koh Gen Do

## 考古学協力
- パリノ・サーヴェイ
- 井草文化財研究所
- としま遺跡調査会
- 豊島区教育委員会
- 岩宿博物館
- アルカ
- 東京大学埋蔵文化財調査室
- シン技術コンサル

## 協力
- アップサイド
- KHK art
- 山﨑美術
- 日本シネサービス
- グリフィス
- 前田オート
- 松竹CPルーム
- 交音社
- スマイルカンパニー
- SPOT